# Temporada 1964-65 de los Cincinnati Royals
La temporada 1964-65 fue la decimoséptima de los Royals en la NBA. La temporada regular acabó con 48 victorias y 32 derrotas, ocupando el segundo puesto de la División Este, clasificándose para los playoffs, en los que cayeron en las semifinales de división ante Philadelphia 76ers.

## Elecciones en elDraft
| Ronda | Puesto | Jugador          | Posición | Nacionalidad   | Universidad    |
| ----- | ------ | ---------------- | -------- | -------------- | -------------- |
| 2     | 15     | Bill Chmielewski |          | Estados Unidos | Dayton         |
| 2     | 9      | Steve Courtin    | Escolta  | Estados Unidos | Saint Joseph's |
| 4     | 33     | Happy Hairston   | Alero    | Estados Unidos | New York       |
| 5     | 42     | George Kirk      |          | Estados Unidos | Memphis        |

## Temporada regular
| División Este        | División Este | División Este | División Este | División Este | División Este | División Este | División Este | División Este |
| Equipo               | G             | P             | %             | PD            | Casa          | Fuera         | Neutral       | Div           |
| -------------------- | ------------- | ------------- | ------------- | ------------- | ------------- | ------------- | ------------- | ------------- |
| x-Boston Celtics     | 62            | 18            | .775          | –             | 27–3          | 27–11         | 8–4           | 20–10         |
| x-Cincinnati Royals  | 48            | 32            | .600          | 14            | 25–7          | 17–21         | 6–4           | 16–14         |
| x-Philadelphia 76ers | 40            | 40            | .500          | 22            | 13–12         | 9–21          | 18–7          | 14–16         |
| New York Knicks      | 31            | 49            | .388          | 31            | 15–20         | 9–21          | 7–8           | 10–20         |

## Playoffs

### Semifinales de División
Cincinnati Royals vs. Philadelphia 76ers 
| Fecha       | Partido                                       | Ciudad     |
| ----------- | --------------------------------------------- | ---------- |
| 24 de marzo | Cincinnati Royals 117, Philadelphia 76ers 119 | Cincinnati |
| 26 de marzo | Philadelphia 76ers 120, Cincinnati Royals 121 | Filadelfia |
| 28 de marzo | Cincinnati Royals 94, Philadelphia 76ers 108  | Cincinnati |
| 31 de marzo | Philadelphia 76ers 119, Cincinnati Royals 112 | Filadelfia |
|             | Philadelphia 76ers gana las series 3-1        |            |

## Estadísticas
| Rk | Jugador         | Edad | P  | PT | MP   | TC   | TCI  | %TC  | TL  | TLI  | %TL  | RB   | AS   | FP  | PTS  |
| 1  | Oscar Robertson | 26   | 75 |    | 45.6 | 10.8 | 22.4 | .480 | 8.9 | 10.6 | .839 | 9.0  | 11.5 | 2.7 | 30.4 |
| 2  | Jerry Lucas     | 24   | 66 |    | 43.4 | 8.5  | 17.0 | .498 | 4.5 | 5.5  | .814 | 20.0 | 2.4  | 3.2 | 21.4 |
| 3  | Adrian Smith    | 28   | 80 |    | 34.3 | 5.8  | 12.7 | .456 | 3.6 | 4.3  | .830 | 2.8  | 3.0  | 2.5 | 15.1 |
| 4  | Wayne Embry     | 27   | 74 |    | 30.3 | 4.8  | 10.4 | .456 | 3.2 | 5.0  | .644 | 10.0 | 1.2  | 4.0 | 12.7 |
| 5  | Jack Twyman     | 30   | 80 |    | 28.0 | 6.0  | 13.5 | .443 | 2.5 | 3.0  | .828 | 4.8  | 1.7  | 3.0 | 14.5 |
| 6  | Tom Hawkins     | 28   | 79 |    | 23.6 | 2.8  | 6.8  | .409 | 1.5 | 2.6  | .569 | 6.0  | 1.0  | 3.0 | 7.0  |
| 7  | Bucky Bockhorn  | 31   | 19 |    | 22.3 | 3.2  | 8.3  | .382 | 1.5 | 2.1  | .718 | 2.9  | 2.4  | 2.7 | 7.8  |
| 8  | Bud Olsen       | 24   | 79 |    | 17.4 | 2.8  | 6.5  | .438 | 1.8 | 2.5  | .738 | 4.2  | 1.1  | 2.6 | 7.5  |
| 9  | Happy Hairston  | 22   | 61 |    | 12.1 | 2.1  | 5.8  | .373 | 1.8 | 2.7  | .667 | 4.8  | 0.4  | 1.6 | 6.1  |
| 10 | Jay Arnette     | 26   | 63 |    | 10.5 | 1.4  | 3.9  | .371 | 0.9 | 1.2  | .747 | 1.0  | 1.1  | 2.0 | 3.8  |
| 11 | Tom Thacker     | 25   | 55 |    | 8.5  | 1.0  | 3.1  | .333 | 0.4 | 0.9  | .489 | 2.3  | 0.7  | 1.2 | 2.5  |
| 12 | George Wilson   | 22   | 39 |    | 7.4  | 1.1  | 4.0  | .265 | 0.2 | 0.8  | .300 | 2.6  | 0.3  | 1.5 | 2.3  |

## Galardones y récords
| Jugador         | Galardón                          |
| Jerry Lucas     | Mejor quinteto de la NBA All-Star |
| Oscar Robertson | Mejor quinteto de la NBA All-Star |
| Wayne Embry     | All-Star                          |